# Вулкан на Татаринов
Вулканът на Татаринов е действащ стратовулкан, представляващ група сляти вулканични конуси на Северните Курилски острови, в Сахалинска област на Русия. Намира се на западното крайбрежие на о. Парамушир, в северната част на хребета на Карпински.
Вулканът носи името на руския офицер Михаил Татаринов, автор на едно от първите описания на Курилските острови.

## Описание
Вулканът на Татаринов представлява голям, неправилен масив, с няколко кратера, разположени на билото и по склоновете. На север почти се слива с вулкана Чикурачки, а на юг – с групата вулкани на Ломоносов.(2) Издига се на височина 1530 м над морското равнище. Предполага се, че е формиран в края на плейстоцена или началото на холоцена.(2) Силно изявени са ледниковите форми на релефа и само на източните склонове те са прикрити от по-ново лавово изригване. Съвременните еруптивни центрове са разположени върху останки от стар масив (до 1400 м височина), разрушен от дейността на ледници. На източния склон на вулкана, на височина от 1000 м, са образувани две полета с мощни солфатари и горещи гейзери, които изхвърлят вряща вода на височина от 2 – 3 метра.
Възможно е стари странични експлозивни кратери днес да са запълнени с продукти от поствулканична дейност. Цялата вулканична маса е съставена основно от андезит и базалт. Продуктите от ерупциите са пирокластични материали и лава.  Съставът на скалите в източната част на масива е силно променен от по-късни еруптивни процеси. Лавата от североизточния поток се състои от андезит, с преобладаващи вложения от андезит-лабрадор. В тази с тъмен цвят доминират диопсидовият авгит и в по-малки количества хиперстен.
Горната част на масива е гола, а в подножието е покрит с храстовидна растителност.

## Кратери
Вулканът има 6 еруптивни центъра. Най-горният, на върха на планината, е с диаметър 500 м. На югоизток от него е разположен втори, фуниевиден кратер, отворен на запад. По-нататък, отново на югоизток, се намира третият, основен кратер, който има най-сложен строеж. Останките от следващите три кратера се намират на североизточния склон на седловината, свързваща масива със съседния вулкан Чикурачкѝ. Всеки от тях е изливал лава в северозападна посока. На северозападния склон на масива се разполага страничен кратер, лавата от който е образувала ветрилообразната платформа на нос Скални.
Най-северният и най-близък до Чикурачкѝ кратер съществува дълго време и проявява експлозивна дейност. Вследствие на това стръмната седловина между двата вулкана е запълнена от вишневочервената шлака на Чикурачки, преливаща в светложълтите пепелни отложения на Татаринов. Последното изригване на този кратер, съдейки по застъпването на жълтата пепел и червената шлака е станало приблизително в края на 17 век. Все пак исторически изригвания не са документирани.

## Основен кратер
Централната част на масива е заета от останките на два, полуразрушени центъра, съставящи третия в поредицата, основен кратер на вулкана. От северния конус е запазена северната половина, а от южния – южната. Така се създава впечатлението за един голям кратер с диаметър над 1 км и дълбочина 150 м. Доказателство за наличието в миналото на два конуса са асиметричната форма на депресията, разположението на лавовите потоци и останките от моренните отложения на дъното.
Тези два конуса в миналото са създали големи потоци от лава, спускащи се по източния склон, след което и двата са били частично разрушени. Този процес има както експлозивен, така и ерозионен характер. С това развитието и промяната на южния център приключва. В района на северния, поради продължилата експлозивна дейност, се формират две нови депресии и два млади вулканични конуса, вложени един в друг.
Неголям насип обкръжава миниатюрен вътрешен експлозивен кратер, днес зает от езеро. През 1953 г., в североизточния край на това езеро, се появяват слаби солфатари, чиято дейност замира през 1962 г. Целият северозападен бряг на езерото е покрит със самородна сяра, което свидетелства за мощни солфатарни процеси в миналото.

## Мониторинг и състояние
Предполага се, че последното силно изригване е станало в края на 17 век. В наше време за вулканичната активност се провеждат космически мониторинг и визуални наблюдения, но се наблюдава само термална активност.
Потенциалната опасност от вулкана, дори при средно мощни ефузивно-експлозивни изригвания, представлява главно изхвърлената пепел. Застрашени са Северо-Курилск (на 60 км) и селището от градски тип Озерновски, разположено на Камчатка, на 145 км от вулкана.